# Irena Sendler
Irena Stanisława Sendler (polj. Irena Sendlerowa, rođena kao Krzyżanowska; Varšava, 15. veljače 1910. – Varšava, 12. svibnja 2008.) bila je poljska socijalna radnica, organizatorica organizacije za spašavanje Židova (Žegoti) od nacističkog progona i uništenja. Ta je organizacija osnovana 1942. Uz pomoć oko 25 članova Žegota, Irena je spasila oko 2500 židovske djece, tako što ih je tajno izvela iz Varšavskog geta, osigurala im lažne dokumente i smještaj u domovima izvan geta.

## Životopis
Irena je od mladosti imala simpatije prema Židovima i protivila se njihovoj diskriminaciji. Njezin otac je umro 1917. od tifusa kojim se zarazio dok je pomagao židovskim pacijentima.
Za vrijeme njemačke okupacije, Irena je živjela u Varšavi radeći kao socijalna radnica. Već od 1939. pomagala je Židove. Ona i njena organizacija napravili su 3000 krivotvorenih dokumenata kojima su pomogli židovskim obiteljima. Ova aktivnost je bila vrlo opasna, jer su Nijemci svima u Poljskoj prijetili smrću ako bi sakrivali Židove, što nije bio slučaj u ostatku okupirane Europe.
U prosincu 1942. novoosnovana organizacija Žegoti izabrala je Irenu Sendler (pod pseudonimom Jolanta), da vodi dječju sekciju. Kao službenica socijalne službe imala je dozvolu ulaziti u Varšavski geto i provjeravati, da li se pojavio tifus. Nacisti su se bojali, da bi se ova bolest mogla proširiti izvan geta.
Organizirala je tajno izvođenje židovske djece iz geta, tako što bi ih iznosila u kutijama, koferima i na kolicima. Uz objašnjenje da nadzire sanitarne uvjete za vrijeme epidemije tifusa, Irena je izvodila bebe i malu djecu u ambulantnim kolima, nekad ih maskirajući kao pakete.
Djeca su davana na čuvanje poljskim obiteljima, varšavskom sirotištu, katoličkim samostanima ili svećenicima. Popis pravih i novih lažnih imena djece krila je u staklenkama. Ovi popisi su poslije rata poslužili da se identificiraju pravi roditelji djece i da se ona vrate živim rođacima.
Gestapo je uhapsio Irenu Sendler 1943. Teško su je pretukli i osudili na smrt. Žegoti su joj spasili život, tako što su potplatili njemačke stražare, koji su je vodili na gubilište. Oni su je ostavili onesviještenu u šumi, polomljenih ruku i nogu. Do kraja rata sakrivala se i brinula o židovskoj djeci.
Poslije rata, otkopala je staklenke s dječjim podacima i pokušala naći njihove roditelje. Nažalost, velika većina roditelja je stradala u logoru smrti Treblinki.
Godine 1965. muzej Yad Vashem uvrstio je Irenu Sendler u Pravednike među narodima.
Poljski parlament jednoglasno je usvojio rezoluciju 2007. godine, kojom je odao počast Ireni za "organiziranje spašavanja najbespomoćnijih žrtava nacističke ideologije: židovske djece".

## Vanjske poveznice

### Sestrinski projekti
|  | Zajednički poslužitelj ima još gradiva o temi Irena Sendler |

### Mrežna mjesta
- Bogoslovi Franjevačke provincije Presvetog Otkupitelja / Uzori vjere – Roberta Vitković: »Hrabro srce Irene Sendler«
- Vox Feminae: Jelena Vuković: »Irena Sendler – žena koja je spašavala židovsku djecu iz Varšavskog geta«
- Mreža za izgradnju mira: »Irena Sendler – Heroina za sva vremena« (boš.)
- FOCUS Online – Armin Fuhrer: »Irena Sendler rettete 2500 Kinder vor den Nazis – aber eine Heldin wollte sie nie sein« (njem.)
- POLIN Museum of the History of Polish Jews – Irena Sendler’s biography (engl.) (polj.)
- The Courageous Heart of Irena Sendler u internetskoj bazi filmova IMDb-a (engl.)